# 서연수 (가수)
서연수(徐娟秀, 1973년 3월 19일 ~ )는 대한민국의 싱어송라이터이다. 현재는 가수 활동을 접고 사업을 하고 있다.

## 음반
- 《Easy Rock Single 1》 (Major, 1994년 3월 1일)
- 《Happy Man》 (서연수, 1999년 10월 6일)

## 대표곡
- 《이른 봄날》
- 《Get Up》
- 《자유를 위해》
- 《You're My Best Friend》
- 《Diet》
- 《Happy Man》
- 《Music Box》
- 《나와의 약속》
- 《Song For You》
- 《Complex》
- 《네가 바라본 세상》
- 《작고 여린 내 모습》
- 《우리에겐 미래가 있다》
- 《그런 세상을》